# Обикновен морски дракон
Вижте пояснителната страница за други значения на Дракон.
Обикновен, тревен морски дракон (Phyllopteryx taeniolatus) е вид морска игла от семейство иглови (Syngnathidae). Видът е почти застрашен от изчезване.

## Разпространение
Разпространен е в Австралия (Виктория, Западна Австралия, Нов Южен Уелс, Тасмания и Южна Австралия).